# Estação Jundiapeba
A Estação Jundiapeba é uma estação ferroviária, pertencente à Linha 11–Coral da CPTM, localizada no distrito de Jundiapeba em Mogi das Cruzes.

## História
A estação de trem de Jundiapeba foi construída pela EFCB e inaugurada em 20 de julho de 1914 com o nome de Santo Ângelo. O nome foi modificado para Jundiapeba em meados da década de 1950. A estação foi repassada pela CBTU para a CPTM em 1994.
Atualmente é a única estação da malha suburbana da antiga EFCB que mantém conservado o seu prédio original.

## Características
| Sigla | Estação    | Inauguração         | Integração               | Plataformas | Posição    | Notas                   |
| ----- | ---------- | ------------------- | ------------------------ | ----------- | ---------- | ----------------------- |
| JPB   | Jundiapeba | 20 de julho de 1914 | Bilhete Único da SPTrans | Laterais    | Superfície | Prédio original da EFCB |

## Diagrama da estação
| 1 |

|  | ↑ a ↑ |

|  | ↓ b ↓ |

| 2 |

|  | ↓ c ↓ |

|  | ↕ d ↕ |

|  | ↕ e ↕ |

|  | ↕ f ↕ |

| 1 |

|  | ↑ a ↑ |

|  | ↓ b ↓ |

| 2 |

|  | ↓ c ↓ |

|  | ↕ d ↕ |

|  | ↕ e ↕ |

|  | ↕ f ↕ |

| 1 |

|  | ↑ a ↑ |

|  | ↓ b ↓ |

| 2 |

|  | ↓ c ↓ |

|  | ↕ d ↕ |

|  | ↕ e ↕ |

|  | ↕ f ↕ |

| 1 |

|  | ↑ a ↑ |

|  | ↓ b ↓ |

| 2 |

|  | ↓ c ↓ |

|  | ↕ d ↕ |

|  | ↕ e ↕ |

|  | ↕ f ↕ |